# Jonas Pinskus

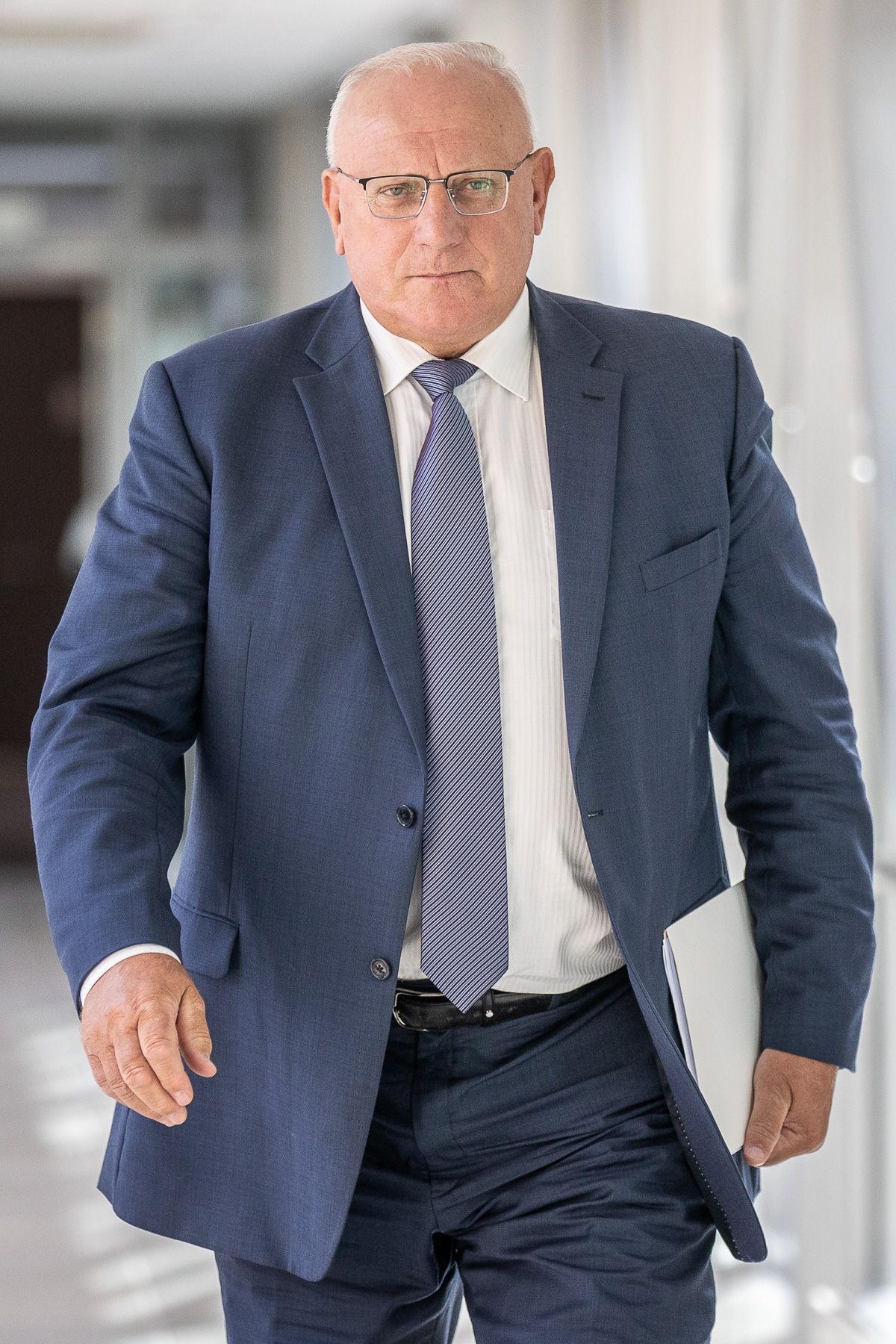
Jonas Pinskus, 2023

Jonas Pinskus (* 22. September 1959 in Kuršėnai) ist ein litauischer Politiker und ehemaliger Ruderer.

## Leben
Nach der Schule in Kuršėnai absolvierte er von 1974 bis 1978 das Politechnikum Šiauliai und wurde Bautechniker. 1985 absolvierte er die Wirtschaftsfakultät an der Universität Vilnius. Von 1990 bis 1993 war er Direktor von UAB „Sajona“  und von 1993 bis 2000 von UAB „Edroma“. Von 2004 bis 2008 sowie von 2008 bis 2011 war er Mitglied des Seimas; seit 2011 ist er stellvertretender Bürgermeister von Vilnius.
Pinskus war auch ein erfolgreicher Ruderer. Bei den Olympischen Sommerspielen 1980 saß er erstmals in einer sowjetischen Auswahl, er konnte mit dem Achter die Bronzemedaille in Moskau gewinnen. In den Folgejahren konnte er sich fest in der sowjetischen Ruder-Nationalmannschaft etablieren und bis 1987 an allen Ruder-Weltmeisterschaften teilnehmen. Pinskus wurde dabei unter anderem Weltmeister im Achter in den Jahren 1981 und 1985, er gewann zwei weitere WM-Medaillen 1983 und 1986. Die Teilnahme an den Olympischen Sommerspielen 1984 blieb ihm aufgrund des Olympiaboykotts durch die Ostblockstaaten verwehrt.
Jonas Pinskus ist verheiratet. Seine Frau ist Živilė Pinskuvienė (* 1975), Politikerin, seit 2015 Bürgermeisterin der Rajongemeinde Širvintos, ehemalige Vizeministerin und Parteivorsitzende der Darbo partija (leiboristai).